# Луганск (Новосибирская область)
Луга́нск — село в Карасукском районе Новосибирской области. Входит в состав Студеновского сельсовета.

## География
Площадь села — 16 гектаров.

## История
В 1928 году посёлок Луганский состоял из 86 хозяйств, основное население — немцы. Находился в составе Студеновского сельсовета Андреевского района Славгородского округа Сибирского края.

## Население
| 2002 | 2007 | 2010 |
| ---- | ---- | ---- |
| 103  | ↘82  | ↗101 |

## Инфраструктура
В селе по данным на 2007 год функционирует 1 учреждение здравоохранения.